# Pinkhof Geneeskundig woordenboek
Pinkhof Geneeskundig woordenboek, vaak kortweg de Pinkhof genoemd, is een Nederlandstalig naslagwerk voor medische terminologie. Het werd in de jaren tot aan 1923 voor het eerst samengesteld door de Amsterdamse arts Herman Pinkhof en in dat jaar uitgegeven door de erven F. Bohn, een uitgeverij van onder meer medische publicaties. Enige hiertoe voorbereidende werken waren eerder uitgegeven onder de naam Vertalend en verklarend woordenboek van uitheemse geneeskundige termen met de rugtitel Geneeskundig woordenboek.
Als grootste verklarende medische woordenboek in het taalgebied van het Nederlands biedt de Pinkhof de betekenis van in Nederland en België gangbare medische vaktermen met hun primaire schrijfwijze, spellingvarianten, woordaccenten en taalaanduiding. Het biedt voorts bij het leeuwendeel van de trefwoorden een of meer synoniemen, verwarbare vormen, vertalingen, gebruiksvoorbeelden, aanwijzingen voor correct idiomatisch gebruik, de uitspraak, de herkomst (etymologie), biografische informatie bij eponiemen en zie-ook-verwijzingen naar betekenisverwante begrippen.
In 2012 is de meest recente, twaalfde druk verschenen. Sinds 2006 staat het woordenboek onder redactie van J.J.E van Everdingen (arts) en A.M.M. van den Eerenbeemt (medisch terminoloog/taalkundige). Het bevat inmiddels ruim 55.000 trefwoordartikelen en beschrijft 68.000 begrippen. De gehanteerde spelling is in overeenstemming met ICD-10 NL (2012), het Groene Boekje (2005; in 2016 bijgewerkt voor Groene Boekje 2015), de Terminologia Anatomica (1998) en medisch-taalkundige richtlijnen zoals gehanteerd in het Nederlands Tijdschrift voor Geneeskunde (NTvG). Van deze editie bestaan ook versies voor iOS en Android, een PC-versie (zelfstandig draaiend onder Windows) en een browsereditie, laatstelijk geactualiseerd in juli 2016.

## Edities
| Editie | Jaar van uitgave | Titel                                                                    | Redactie                                         | Uitgever                  |
| ------ | ---------------- | ------------------------------------------------------------------------ | ------------------------------------------------ | ------------------------- |
| 1      | 1923             | Vertalend en verklarend woordenboek van uitheemsche geneeskundige termen | H. Pinkhof                                       | De Erven F. Bohn          |
| 2      | 1935             | Vertalend en verklarend woordenboek van uitheemsche geneeskundige termen | H. Pinkhof                                       | De Erven F. Bohn          |
| 3      | 1949             | Vertalend en verklarend woordenboek van uitheemse geneeskundige termen   | G.J. Schoute                                     | De Erven F. Bohn          |
| 4      | 1954             | Vertalend en verklarend woordenboek van uitheemse geneeskundige termen   | G.J. Schoute                                     | De Erven F. Bohn          |
| 5      | 1963             | Vertalend en verklarend woordenboek van uitheemse geneeskundige termen   | G.J. Schoute                                     | De Erven F. Bohn          |
| 6      | 1973             | Pinkhof-Hilfman Geneeskundig woordenboek                                 | M.M. Hilfman                                     | De Erven F. Bohn          |
| 7      | 1978             | Pinkhof-Hilfman Geneeskundig woordenboek                                 | M.M. Hilfman                                     | Bohn, Scheltema & Holkema |
| 8      | 1984             | Pinkhof-Hilfman Geneeskundig woordenboek                                 | M.M. Hilfman                                     | Bohn, Scheltema & Holkema |
| 9      | 1992             | Pinkhof-Hilfman Geneeskundig woordenboek                                 | J.J.E. van Everdingen et al.                     | Bohn Stafleu van Loghum   |
| 10     | 1998             | Pinkhof Geneeskundig woordenboek                                         | J.J.E. van Everdingen et al.                     | Bohn Stafleu van Loghum   |
| 11     | 2006             | Pinkhof Geneeskundig woordenboek                                         | J.J.E. van Everdingen et al.                     | Bohn Stafleu van Loghum   |
| 12     | 2012             | Pinkhof Geneeskundig woordenboek                                         | J.J.E. van Everdingen, A.M.M. van den Eerenbeemt | Bohn Stafleu van Loghum   |